# Isola Rizza
Isola Rizza is een gemeente in de Italiaanse provincie Verona (regio Veneto) en telt 2977 inwoners (31-12-2004). De oppervlakte bedraagt 16,8 km², de bevolkingsdichtheid is 177 inwoners per km².

## Demografie
Isola Rizza telt ongeveer 1018 huishoudens. Het aantal inwoners steeg in de periode 1991-2001 met 5,5% volgens cijfers uit de tienjaarlijkse volkstellingen van ISTAT.
| Jaar | Inwoneraantal |
| ---- | ------------- |
| 1991 | 2711          |
| 2001 | 2859          |

## Geografie
De gemeente ligt op ongeveer 23 m boven zeeniveau.
Isola Rizza grenst aan de volgende gemeenten: Bovolone, Oppeano, Ronco all'Adige, Roverchiara, San Pietro di Morubio.